# Arsenozucchero solfonato
L'arsenozucchero solfonato è un ossoarsenozucchero dimetilato avente un gruppo glicerolo solfonato legato al carbonio 1 dell'anello ribosidico.
Venne isolato per la prima volta nel 1981 dall'alga bruna Ecklonia radiata, ed è l'arsenozucchero più comune insieme al glicerolo, fosfato e solfato.
Dei 4 arsenozuccheri principali è il più acido dopo il solfato.